# Poropodalius medioflagelli
Poropodalius medioflagelli är en spindeldjursart som beskrevs av Wolfgang Karg och Anita Schorlemmer 2009. Poropodalius medioflagelli ingår i släktet Poropodalius och familjen Rhodacaridae. Inga underarter finns listade i Catalogue of Life.